# Edward Weston
Edward Weston (Highland Park, 24 marzo 1886 – Carmel, 1º gennaio 1958) è stato un fotografo statunitense, tra i più importanti della prima metà del '900.

## Biografia
Lavorò molto in California e fu invitato al Salon of Photography di Londra. Nel 1920 Weston fece una revisione dei propri lavori, nei quali fino a quel momento aveva prevalso l'uso dell'effetto flou, lo sfocato artistico. Dal 1923 al 1926 lavorò in Messico accanto a Tina Modotti, con cui intraprese una relazione, e fece amicizia con alcune personalità del Rinascimento messicano. Fu questo un periodo in cui ritrovò se stesso e la sua strada stilistica iniziò a mutare. Era convinto che la fotografia servisse per catturare la vita e sotto qualunque forma essa si presentasse, l'unico modo possibile per farlo era attraverso il realismo.
Nel 1932 insieme ad altri fotografi, tra cui Ansel Adams, fondò il Gruppo f/64 così chiamato dal valore in cui il diaframma forniva la migliore resa ottica e la sufficiente profondità di campo nitido. Questo gruppo di fotografi fondò un'estetica che si basava sulla '"perfezione tecnica e stilistica": qualunque foto non perfettamente a fuoco o non perfettamente stampata o non montata su cartoncino bianco, era "impura".
Si trattava di una reazione violenta allo stile sdolcinato e sentimentale che in quegli anni aveva reso celebri i fotografi pittorici della California.
L'aspetto principale della visione di Weston fu il suo insistere continuamente sul fatto che il fotografo doveva già "visualizzare la foto dentro di sé prima ancora di scattarla". Nel 1946 Edward Weston iniziò a soffrire di Parkinson e nel 1948 scattò la sua ultima fotografia a Point Lobos.
Morì il 1º gennaio 1958.

## L'ambiente
Se facciamo un attimo mente locale e cerchiamo di entrare in quello che poteva essere il mondo degli artisti che lavoravano nella costa ovest dell'America del nord, nel periodo che va tra gli anni '20 e gli anni '40, troviamo una serie di movimenti in leggero scontro tra loro, modernismo, realismo e pittorialismo. È proprio nel bel mezzo di quest'ultimo movimento che a New York E. Weston fa i primi passi nella fotografia, cominciando con i ritratti porta a porta.

## Lo stile

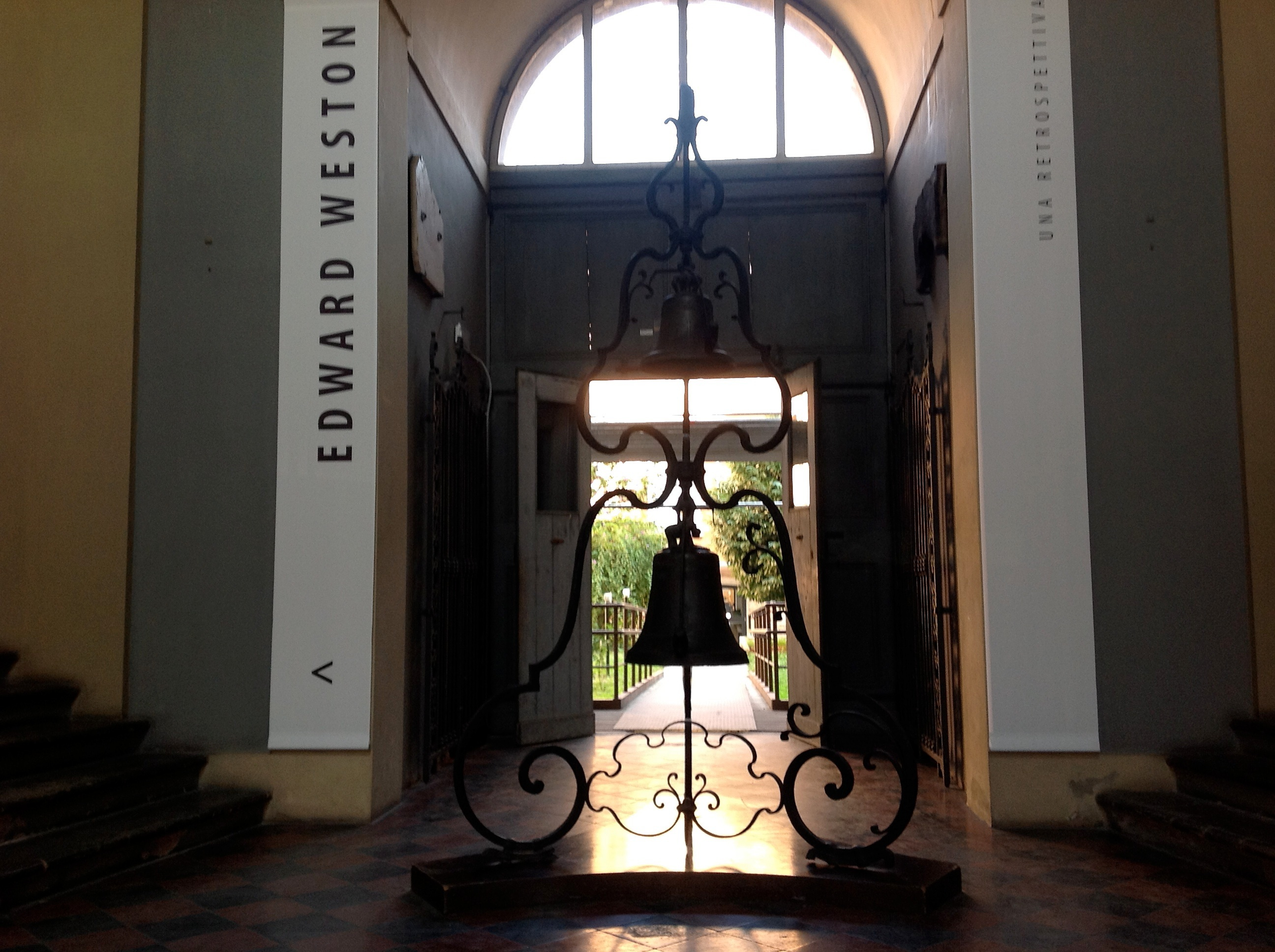
Una mostra retrospettiva dedicata a Edward Weston all'ex Ospedale Sant'Agostino di Modena

Ben presto si rende conto che la sua ambizione è un'altra, e che non è solo, con altri fotografi come Alfred Stieglitz e Paul Strand condivide la passione per la natura come soggetto, una natura nella quale vanno ricercate purezza e verità, e la necessità di allontanarsi dalla società per la quale non provano altro che disprezzo. Così già dai primi anni 20, abbandonando completamente le basi del pittorealismo si lascia ispirare dal nuovo ambiente che lo circonda, quello del modernismo, che riflette gli influssi delle avanguardie europee, soprattutto del cubismo, e le sue fotografie sono caratterizzate da naturalezza e semplicità, ma soprattutto da nitidezza e precisione.
Così anche se un po' controcorrente Weston va avanti con il suo stile, cercando di mostrare al mondo il suo modo di "vedere" le cose. Con una quasi maniacale cura dell'immagine, cerca di cogliere l'essenza atemporale dell'oggetto, estraendone una forma pura e perfetta contrapposta allo sfondo che lo circonda... e che a volte risulta anche più "reale" dell'oggetto stesso, pronta per essere reinterpretata.
Volendo usare le sue stesse parole "...con il massimo rigore; la pietra è dura, la corteccia di un albero è aspra, la carne è viva..."
Si definiva un fotografo "diretto", in continua ricerca della quintessenza della cosa.
È capace di trasformare i soggetti fotografati in pure metafore visive degli elementi della natura: i primi piani di conchiglie, peperoni, cavoli; la serie di rocce e cipressi, fotografati astraendoli dal selvaggio paesaggio di Point Lobos; i nudi "incompleti", estremamente sensuali, che non incarnano nient'altro se non se stessi; gli studi di cieli e nuvole... Si può dire che facciano tutti parte di quello che verrà definito "purismo Westoniano".
Anche l'America che lui rappresenta è più cruda e reale di quanto non fosse nella realtà o per lo meno di quanto non avessero "raccontato" fino ad allora i suoi colleghi fotografi. L'occhio che vede l'America di Weston è estremamente obiettivo: luoghi desolati, vecchie macchine, fattorie abbandonate, pianure fangose. Nulla di confortevole o rassicurante.

## Il perché
Ed è forse proprio per questo che Edward Weston piace tanto agli americani, finalmente un fotografo che abbandona lo stereotipo della fotografia intesa come arte.
A quei tempi molti credevano che la fotografia non fosse altro che una nuova classe della pittura e il tentativo di creare con la camera effetti pittorici crebbe, creando una serie di fotografie e fotografi molto simili tra loro; dando luogo ad una serie di "fotopitture" che non avevano nulla a che vedere con la naturalezza della fotografia.
E anche se i risultati non erano legati al pittorialismo, anche chi era lontano da questo tipo di fotografia, fotografava un'America un po' irreale, o comunque di un'America che ben poco rivelava le condizioni effettive.
Uno dei maestri della fotografia come Walker Evans fotografava lo stato di degrado dell'America e divenne famoso per i suoi ritratti alle classi basse della società. Tuttavia quello che rende Weston più sincero è forse il fatto che nei suoi paesaggi o nei suoi ritratti non c'è traccia di "posa". Non ci sono occhi che guardano l'obiettivo, non ci sono cartelloni pubblicitari, non c'è il disordine che distrae l'occhio. La sua verità è fatta di linee, di ombre, del bianco del nero e di tutte le tonalità di grigio.
Così Weston a costo di apparire controcorrente, si dedica al suo obiettivo realizzando immagini che siano pure, vere e semplici, da essere accessibili a chiunque.
Anche perché il suo essere oggettivo gli conferiva non solo originalità, ma anche e soprattutto sincerità.
E se le immagini sono i testimoni della vita del fotografo stesso, qui stiamo parlando di una persona umile, semplice, senza le pretese che normalmente hanno gli artisti, e che forse un po' incarna l'americano medio, un fotografo come avrebbe potuto essere chiunque, un uomo che il suo scopo unico era un'enorme voglia di far conoscere al suo mondo quella che per lui era la verità.

## La poetica
Ansel Adams amava dire: "Weston è uno dei pochi artisti creativi del nostro tempo... I suoi lavori illuminano il viaggio spirituale dell'uomo verso la perfezione".
Weston è l'incarnazione della poesia applicata alla fotografia, e il suo motore è senza dubbio la ricerca continua di identificarsi con la natura per conoscerla fino alla più profonda essenza.
Non è un caso che nel 1941 gli viene proposto dall'editore di Walter Whitman (1819 - 1892), uno dei poeti più importanti della storia Americana, di illustrare la quarta edizione del suo libro di poesie "Leaves of grass".
La poesia di Whitman è caratterizzata dall'"invenzione" del verso libero (totalmente in contrasto con le correnti attuali), che gli sembrava il mezzo più diretto per essere compreso, a questo si aggiunge il forte amore e l'esaltazione delle forze della natura. Almeno quanto le foto di Point Lobos dove Weston tentava di "fotografare la vita". La stessa passione per la purezza delle cose, siano esse fotografie o poesie, entrambi erano fedeli alla purezza dell'"essere". Nonostante i due artisti provengano da due correnti artistiche differenti per periodo e stile, tra loro si notano più punti d'unione.
In entrambi si nota una scia di trascendentalismo, che distingue le loro creazioni, volendo definire in questo modo l'innata passione per il descrivere le loro ispirazioni artistiche in una maniera totalmente libera da ogni vincolo, ma soprattutto l'esprimere le sensazioni con assoluta oggettività.
Il movimento trascendentalista era caratterizzato da una specie di "ottimismo", che induceva a cogliere della natura solo gli aspetti positivi, dove l'unica realtà sarebbe quella trascendentale, la forma a priori di ogni altra realtà.
Per quanto riguarda Weston, soprattutto negli anni trascorsi in Messico (1922-27), dove si concentra sui rapporti tra "forma e soggetto, realismo e astrazione", si può osservare nel suo stile, questa nota di trascendentalismo; la continua ricerca di un'immagine che sia totalmente vera, pura e libera da qualsiasi artificio innaturale lo porta a realizzare degli scatti che pur essendo molto differenti tra loro, come tema, hanno tutti lo stesso alone, la stessa forza d'impatto ...una realtà che quasi supera la realtà, W. esigeva la chiarezza della forma, ed il fatto che la macchina potesse vedere più dell'occhio umano era come un miracolo per lui.
Egli stesso ci racconta nei suoi "day books" che "la macchina deve essere usata per registrare la vita" anche se astratta, e non esiste mezzo migliore per registrare con totale esattezza l'oggettività.
In questo modo il risultato finale è un'immagine talmente vera, che quasi ci appare come un simbolo dell'immagine stessa, ma che di nuovo ci sorprende apparendoci per ciò che è, ma come se fosse la prima volta che la si osserva. Una specie di iperrealismo che rivela l'essenza vitale delle cose.